# Вивчаренко, Михаил Исаакович
Михаил Исаакович Вивчаренко (укр. Михайло Ісакович Вівчаренко; 19 марта 1928, Бодавка, Лохвицкий район, Полтавская область — 10 октября 2008, Бодавка, Лохвицкий район, Полтавская область) — новатор сельскохозяйственного производства, Герой Социалистического Труда (1973).

## Биография
Родился в селе в крестьянской семье, по национальности украинец, получил среднее образование. Отец погиб на фронте Великой Отечественной войны. После окончания 7 класса работал в разных местах. С апреля 1950 по ноябрь 1953 года служил в Советской армии.
С 1956 года — комбайнёр Лохвицкой МТС. Летом 1965 года он собрал зерновые с площади 492 га (рекорд области) и намолотил более 12 тыс центнеров зерна.
В 1966 году возглавил отстающую тракторную бригаду, которая в 1973 году добилась высоких показателей в сельском хозяйстве.

## Награды
- Герой Социалистического Труда (08.12.1973)
- Орден Ленина (1966)
- Орден Трудового Красного Знамени (1977)
- Медаль «В ознаменование 100-летия со дня рождения Владимира Ильича Ленина» (1970).